# Luhrsen Nunatak
Luhrsen Nunatak är en nunatak i Antarktis. Den ligger i Östantarktis. Nya Zeeland gör anspråk på området. Toppen på Luhrsen Nunatak är 1 427 meter över havet, eller 18 meter över den omgivande terrängen. Bredden vid basen är 0,95 km.
Terrängen runt Luhrsen Nunatak är kuperad västerut, men österut är den platt. Trakten är obefolkad. Det finns inga samhällen i närheten.